# Anai Mudi
El Anai Mudi es el pico más alto en las Cardamom Hills en el estado de Kerala, India, en la región sur del Parque nacional de Eravikulam. 
Está localizado 10°10′N 77°4′E, y tiene una altura aproximada de 2,695 metros (8,842 pies, esta es la elevación más alta en el sur de la India). 
El pico Anai Mudi está situado en el distrito de Idukki en el estado de Kerala y pertenece a Munnar Panchayat. 
Anai Mudi es también una parte de las Ghats Occidentales.
- Datos: Q485550
- Multimedia: Anamudi / Q485550